# Iarnă nucleară

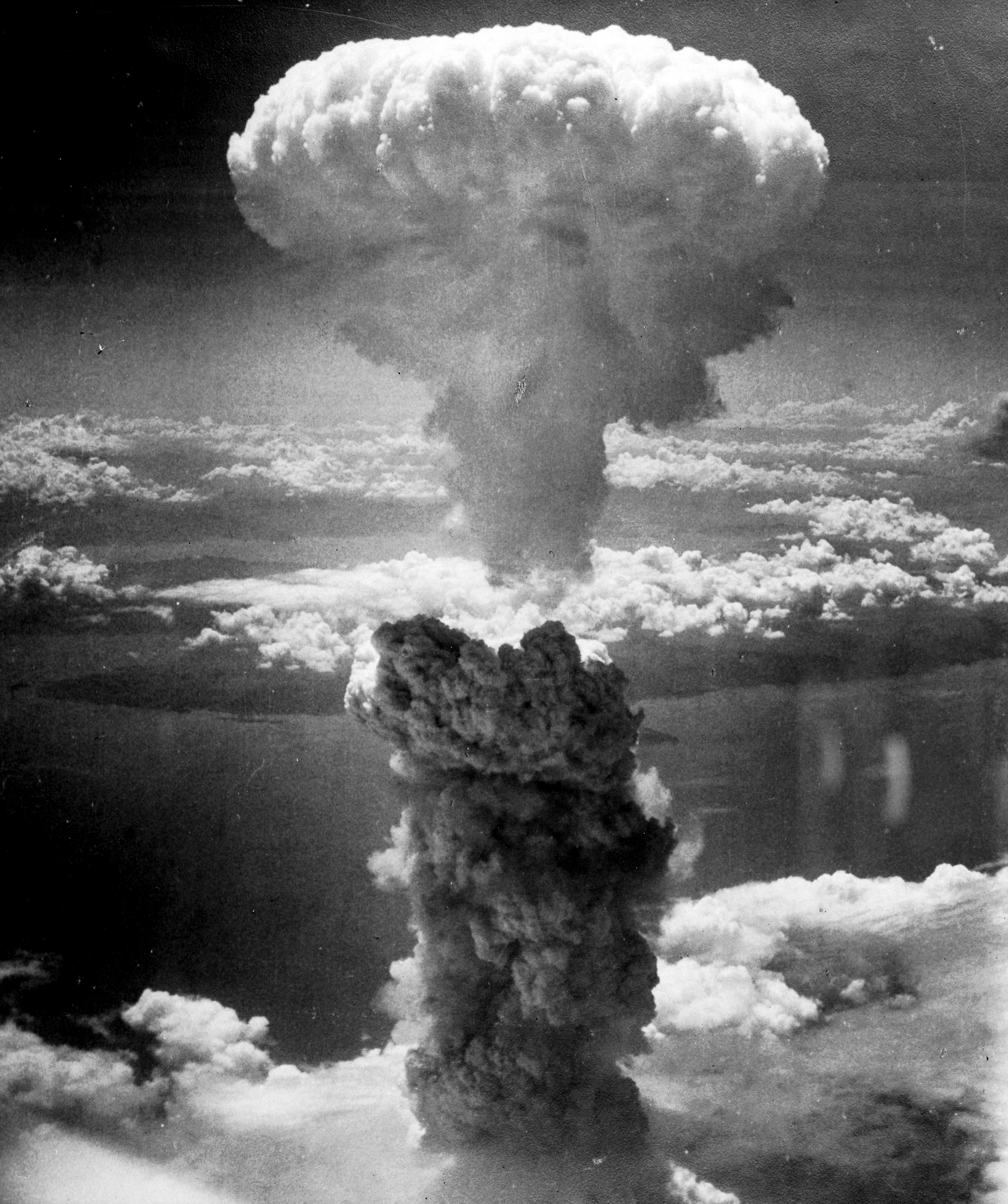

Iarna nucleară este un efect climatic prezis al unui război nuclear. Se presupune, în teorie, că iarna nucleară ar fi o vreme rece și extremă. Razele solare ar fi reduse pentru o perioadă de luni sau ani din cauza detonării unui număr mare de arme nucleare, în special deasupra unor obiective inflamabile, cum ar fi orașe, unde cantități mari de fum și de funingine ar fi ejectate în stratosfera Pământului. Efecte similare climatice pot fi cauzate de impactul planetei noastre cu o cometă sau cu un asteroid, efect denumit uneori ca iarnă de impact. Și o erupție a unui supervulcan ar produce același fenomen, în particular cunoscut sub denumirea de iarnă vulcanică. 

## Mecanism
Scenariul unei ierni nucleare prezice că incendiile uriașe cauzate de exploziile nucleare (în special în zonele urbane) ar duce la creșterea masivă a fumului întunecat și a particulelor de aerosoli din troposfera superioară / stratosferă. La 10-15 km deasupra suprafaței Pământului, absorbția luminii solare ar încălzi și mai mult fumul, ridicându-l în stratosferă unde fumul ar persista ani de zile, neexistând nicio ploaie care să-l spele. Acest lucru ar bloca și mai mult lumina soarelui să ajungă la suprafață, făcând ca temperaturile de la suprafața planetei să scadă drastic.

## Consecințe

### Efecte climatice
Un studiu prezentat la reuniunea anuală a American Geophysical Union (Uniunii Geofizice Americane) în decembrie 2006 a constatat că și la o scară mică, un război nuclear regional ar putea perturba clima globală pentru un deceniu sau chiar și mai mult. Într-un scenariu regional, într-un conflict nuclear între două națiuni din zonele subtropicale, care ar folosi fiecare 50 de arme nucleare ca cea de la Hiroshima (aproximativ 15 kilotone fiecare) în centre populate, cercetătorii au estimat că mai mult de cinci milioane de tone de funingine ar fi lansate în atmosferă. Acest lucru ar produce o răcire de câteva grade în zone întinse din America de Nord și din Eurasia, inclusiv în majoritatea regiunilor unde se cultivă cereale. Răcirea, potrivit cercetătorilor, ar dura ani de zile și ar putea fi catastrofală.